# ロシア連邦安定資金
ロシア連邦安定資金（ロシアれんぽうあんていききん、ロシア語: Стабилизационный фонд Российской Федерации）またはロシア連邦安定化基金とは、2004年1月1日にロシア政府の決議に基づいて設立された「原油価格が下落した場合にロシア連邦財政の均衡を実現」するための政府予算の一部。現在は基準を1バレル当たり27USドルに設定しており、原油価格がこれより高い時に生じる原油関連の歳入（原油抽出税や原油輸出関税等）を蓄えておき、原油急落時に備える「安定化基金」である。
2008年2月、この安定化基金が予備基金と国民福祉基金に分割された。前者は海外の低利回り証券に投資され、石油とガスの収入が減少したときに使用されるもの、後者はよりハイリスクハイリターンの運用投資で、連邦の歳出予算と同じようなものである。予備基金には1250億ドルが、国民福祉基金には320億ドルが与えられた。2016年末までに、両資金はそれぞれ382億ドルと722億ドルで構成されていた。
この基金は、インフレ圧力を軽減したり1998年ロシア財政危機の理由の一端とされる原材料輸出収益のボラティリティからロシア経済を守るという付加的な便益を伴う流動性準備資金を作る目的で作られた。高インフレ率を防ぐため、この基金は海外にのみ投資される。

## 運用資産残高の推移
| 日付       | 10億ドル | 10億ルーブル |
| ---------- | -------- | ------------ |
| 01.30.2008 | 157      | 3,852        |
| 01.01.2007 | 89.13    | 2,346.92     |
| 01.08.2006 | 82.14    | 2,207.33     |

## 近年の発展
2007年3月のウラジーミル・プーチン大統領による予算演説に触発され、2007年4月に可決したロシア予算法体系の改正によると、2008年2月に安定化基金は予備基金と未来の総合基金（後に国民福祉基金と改名）に分割された。前者は海外の低利回り証券に投資されて石油・ガス収入が急落した際に使用されるもの、後者はハイリスクハイリターンの運用投資で連邦予算の歳出とほぼ同じである。安定化基金とは異なり、この新たなファンドでは石油製品や天然ガスからの歳入も蓄積されることになる。
2007年5月21日、インフレ懸念から以前は明示的に禁止されていた海外証券の代わりとして、ウラジーミル・プーチン大統領は年初から下落していたガスプロムやロスネフチといったロシアのブルーチップを購入することで、国内株に余剰石油歳入を投入して押し上げるよう政府に促した。 

## 蓄積と歳出
ウラル原油価格が設定したカットオフ価格を超えた場合、このファンドは石油輸出関税と石油抽出税などの歳入を蓄積する。
ファンドの資本金は、ロシア連邦の財政赤字を埋めるなどの目的で使用され、その残高が5000億ルーブルを超える場合、歳出額は対応する会計年度の連邦予算法に従うことになる。
2005年にファンドの資本金が基準の5000億ルーブルを超えたため、余剰益の一部が対外債務の早期返済やロシア年金基金の赤字を埋めるのに使われた。2005年における執行取引の詳細は次の通り。
| 2005年の執行取引 | 10億USドル |
| --- | ---------- |
| 国際通貨基金に対する債務の早期返済                                                                                              | 3.33       |
| パリクラブ加盟国に対する債務の第1回分割返済                                                                                     | 15         |
| ロシア連邦国家対外債務を履行するため1998-1999年に財務省に提供された融資としてロシア開発対外経済銀行(VneshekonombankVEB)に支払い | 4.3        |
| ロシア年金基金への移送 | 1.04       |

## 投資政策

### ガバナンス構造
この基金は、ロシア連邦政府の定めた手順に従ってロシア財務省に管理されている。資産運用の一部機能は、政府との合意に基づきロシア連邦中央銀行に委託される場合がある。
基金の目的に関して、その資本金は海外のソブリン債に投資されることになっている。証券の適格性基準は政府の承認に従う。
財務省は、基金の運用に関する投資方針に沿って、基金の通貨構成および戦略的資産配分を確立する権限を政府から与えられている。
財務省は、政府が定める次の方針を一つ以上を使って、基金の資本金を投資することができる。
| 政府の定める同基金の資本投資手法                                 |
| ---------------------------------------------------------------- |
| 適格な外国国債を購入                                             |
| 外貨を購入してロシア中央銀行にある政府口座に外貨預金として蓄える |

同基金の資産は、現在2番目の方針だけで投資されている。

### 投資ガイドライン
政府は、基金の投資にとって適格な債務証券を次の要件に対応するものと定めた。
| 米ドル・ユーロ・英ポンド建てした、オーストリア、ベルギー、フィンランド、フランス、ドイツ、ギリシャ、アイルランド、イタリア、ルクセンブルク、オランダ、ポルトガル、スペイン、英国、米国の確定利付証券（ソブリン債） |
| 3つの格付け機関ムーディーズ、スタンダード&プアーズ、フィッチ・レーティングスのうち少なくとも2つから、発行体がAAA/Aaa評価（最高投資グレード）の長期信用格付けを受けているもの。                                     |
| （投資先候補である）証券の最低総額はそれぞれ10億米ドル、10億ユーロ、5億ポンド |
| 証券は中期債権に投資する戦略 (Bullet strategy) とする |
| 証券には、コールやプットのオプションがないものとする。 |
| クーポン債の場合は固定クーポンのもの |
| 私募でないもの |

購入日時点の債務証券には、償還までの期間が少なくとも0.25年残っており、かつ3年を超えないもの。
基金の割合:
| US ドル   | 45% |
| ユーロ    | 45% |
| GB ポンド | 10% |

通貨構成および満期規制は基金の全資産に適用され、財務省による見直しの対象となる。

## 報告
財務省が基金の積立額、歳出、残高に関する月次報告書をマスメディアに公表し、基金の資本金の積立、投資、歳出に関する四半期報告書と年次報告書を政府に報告している。政府はロシア連邦議会の上下院（国家院と連邦院）に基金の積立、歳出、資本投資について四半期および年次で報告する。